# Berge der Deutsch-Sowjetischen Freundschaft
Berge der Deutsch-Sowjetischen Freundschaft är ett berg i Antarktis. Det ligger i Östantarktis. Australien gör anspråk på området. Toppen på Berge der Deutsch-Sowjetischen Freundschaft är 1 102 meter över havet, eller 187 meter över den omgivande terrängen. Bredden vid basen är 20,3 km.
Terrängen runt Berge der Deutsch-Sowjetischen Freundschaft är platt. Trakten är obefolkad. Det finns inga samhällen i närheten.